# Cratere Healy
Healy è un cratere lunare di 37,98 km situato nella parte nord-orientale della faccia nascosta della Luna.
Il cratere è dedicato allo scienziato statunitense Roy Healy.

## Crateri correlati
Alcuni crateri minori situati in prossimità di Healy sono convenzionalmente identificati, sulle mappe lunari, attraverso una lettera associata al nome.
| Healy | Coordinate             | Diametro (in km) |
| ----- | ---------------------- | ---------------- |
| J     | 30°01′48″N 109°09′00″W | 40,68            |
| N     | 30°43′48″N 111°16′12″W | 40,77            |